# Séparation des Églises d'Orient et d'Occident

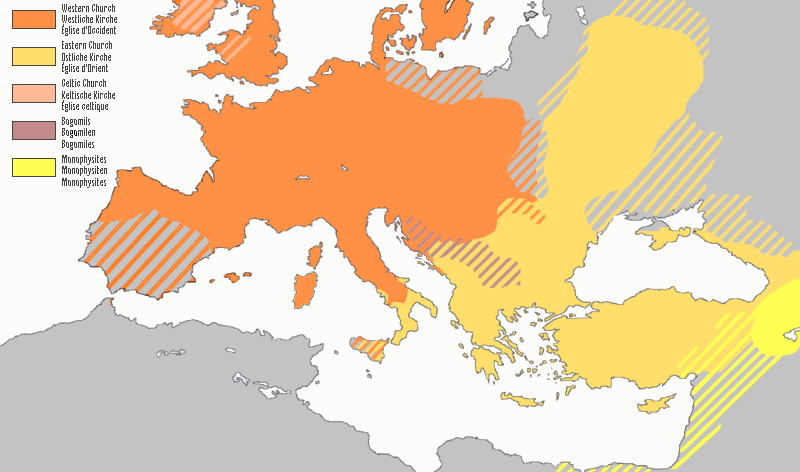
Le christianisme du XIe siècle et la séparation de 1054 :
- orange intense : juridictions du patriarcat de Rome ;
- jaune foncé : juridictions des patriarcats d'Alexandrie, Antioche, Jérusalem et Constantinople (ce dernier s'étendant vers le nord dans les principautés slaves orientales) ;
- jaune clair : Églises des trois conciles ;
- rose : christianisme celtique ;
- violet : christianisme bogomile.

Pour les articles homonymes, voir Grand Schisme.
La séparation des Églises d'Orient et d'Occident, également appelée schisme d'Orient ou grand schisme d'Orient pour les uns, schisme d'Occident pour les autres, est l’éloignement progressif puis la rupture entre les quatre Églises d’Orient et celle d’Occident qui s’étaient, sous l’impulsion de l’empereur Justinien (527-565), constituées en « Pentarchie » dans l’Empire romain d'Orient et ses États successeurs.
Les grandes querelles christologiques avaient déjà commencé à éloigner l'Église de Rome et les Églises d’Orient bien avant la rupture. Des facteurs politiques, comme l’invasion normande de l’Italie byzantine, ou socioculturels, comme l’aspiration de la papauté à s'affranchir de toute tutelle politique et à dominer la scène ecclésiale, jouèrent au cours des siècles suivants un rôle au moins aussi important que les querelles théologiques, comme celle du Filioque.
Une première rupture survient le 16 juillet 1054 entre le patriarcat d'Occident (papauté) et le patriarcat de Constantinople, lorsque le cardinal Humbert de Moyenmoutier déposa sur le maître-autel de Sainte-Sophie une bulle excommuniant le patriarche Michel Ier Cérulaire et ses proches collaborateurs ; cette excommunication fut suivie en retour de celle du cardinal Moyenmoutier et de ses assistants par le patriarche.
L’incident de juillet 1054 tombe presque aussitôt dans l’oubli. C’est essentiellement le détournement en 1204 de la quatrième croisade, le sac de Constantinople par les croisés et la constitution de patriarcats latins sur le territoire des patriarcats grecs qui consomment la rupture, forçant bon nombre d’évêques orthodoxes à l’exil et soumettant durablement des populations orthodoxes au pouvoir des seigneurs francs et de l’Église catholique romaine, dite latine. Ces événements déconsidérèrent l’Église catholique romaine aux yeux des populations orthodoxes, mais aussi les Églises orthodoxes aux yeux des populations catholiques, dont les lettrés écrivirent par la suite l’histoire de manière à rejeter sur l’Orient seul la responsabilité du schisme.

## Causes historiques et politiques du schisme

### Constantin et l’expansion du christianisme (IVesiècle)
Les provinces orientales de l’Empire romain avaient le grec comme langue d’usage et avaient conservé la culture hellénistique, plus individualiste et portée vers la philosophie que la culture romaine des provinces occidentales, plus autoritaire et juridique. L’éducation y étant plus répandue qu’en Occident, laïcs autant qu’ecclésiastiques prenaient grand plaisir à la spéculation théologique. Lorsque les opinions devenaient trop partagées sur un point particulier, on faisait appel à une assemblée générale à laquelle tous les membres de l’Église étaient appelés à participer pour dégager ce qui serait considéré comme article de foi.
En cas d’échec, on parlait de « schisme » pour décrire la rupture entre diverses factions au sein d’une Église et d’« hérésie » pour décrire une doctrine considérée comme fausse par l'Église.
L’édit de Milan, en 313, établit la liberté de religion dans l’ensemble de l’Empire sans favoriser trop ouvertement les chrétiens au début, la majorité de la classe dirigeante et de l’armée étant encore païenne. Pour éviter de provoquer celle-ci, Constantin (306-337) en vint à contrôler la nouvelle Église dont il nommait personnellement les évêques, lesquels devinrent des fonctionnaires impériaux. Ils furent bientôt 1 800, dont 1 000 dans les territoires parlant grec et 800 dans les territoires parlant latin.

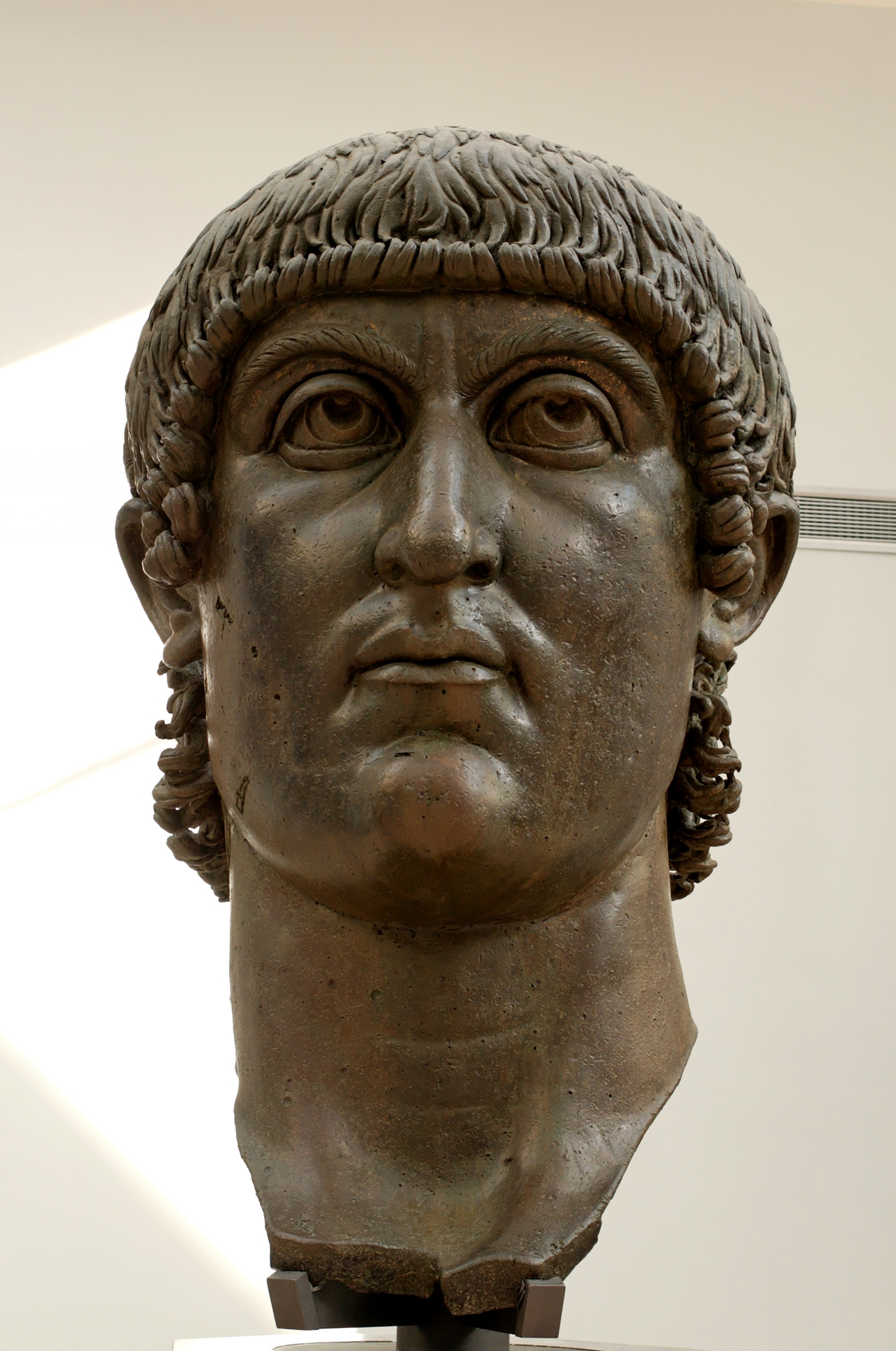
Par l'édit de Milan, l'empereur Constantin Ier établit la liberté de culte dans son empire.

Convaincu que le devoir de l’Empereur était de maintenir sur terre le même ordre et la même harmonie que Dieu dans le ciel, Constantin fut rapidement confronté à deux hérésies, celle des donatistes en Afrique du Nord et l’arianisme qui prêchait que seul Dieu le Père existait de toute éternité alors que le Fils avait été créé à un moment déterminé. Cette dernière hérésie s’était rapidement répandue dans les diverses tribus germaines ; parmi les chefs germains, seul le Franc Clovis (481-511), lorsqu’il se convertit sous l’influence de sa femme, adopta la foi romaine plutôt que la foi arienne.
Devant la résistance des ariens, Constantin décida de convoquer, en 325, le premier concile œcuménique, dit de Nicée, auquel environ 300 évêques participèrent, dont seulement six d’Occident, pour lesquels une bonne partie des discussions était étrangère. Outre divers problèmes disciplinaires propres aux Églises d’Orient, le concile devait résoudre le problème dogmatique posé par les propositions du prêtre Arius. Celui-ci affirmait que Jésus-Christ était bien fils du Dieu créateur, mais qu'il était une de ses créatures, à la fois distincte et subordonnée. En réaction, le concile établit comme dogme le fait que Jésus est « de la même nature » que Dieu le Père (en grec : homoousios, ou « consubstantiel », consubstantialis dans le latin de Tertullien). Une telle formule est fondamentale pour l'établissement du dogme trinitaire des Églises chrétiennes. Elle n'était jusqu'alors pas utilisée en Orient pour la théologie trinitaire (hormis en Égypte), mais l'Occident était déjà familier d'une expression équivalente depuis Tertullien, pour qui le Père et le Fils sont « d'une seule et même substance ». L'empereur donna son appui personnel à son adoption, dont l'initiative venait vraisemblablement d'Ossius de Cordoue. Dès lors, Arius et ses partisans furent excommuniés, mais plus tard réadmis dans l’Église au concile de Jérusalem en 325, puis à nouveau condamnés en 333. Arius mourut en 336,.
Le concile de Nicée (canon 6) établit également trois grands patriarcats, soit, par ordre de primauté, Rome, Alexandrie et Antioche. Cet honneur venait du fait que ces évêchés avaient été fondés par des apôtres : Rome et Antioche par saint Pierre, Alexandrie par saint Marc. Rome jouissait d’un statut particulier non seulement parce que c’était là qu’avaient été martyrisés saint Pierre et saint Paul, mais aussi parce qu’elle était la capitale de l’Empire romain et, jusqu’à son transfert à Constantinople, la résidence de l’Empereur. Toutefois, si l’évêque de Rome jouissait d’un respect particulier, celui-ci découlait de l’importance de la ville et non du titulaire du poste et cette primauté ne fut ni clairement définie, ni légalement instituée. Il s’agissait de « primauté d’honneur » et non de « suprématie de pouvoir ». Lors du deuxième concile œcuménique qui se réunit à Constantinople en 381, on décida d’élever l’évêque de Constantinople, jusque-là simple suffragant de l’évêque d’Héraclée, au rang de patriarche et de lui donner la deuxième place puisque Constantinople était la « Nouvelle Rome » (3e canon). La nouvelle place de l'Église de Constantinople en tant que patriarcat fut confirmée lors du concile de Chalcédoine en 451 (28e canon) alors que le patriarcat de Jérusalem faisait son apparition . Ainsi, un siècle plus tard, ces cinq patriarcats constitueront, sous l'impulsion de l'empereur Justinien (527-565), la « Pentarchie » avec comme ordre de préséance : Rome, Constantinople, Alexandrie, Antioche et Jérusalem.

### Grandes querelles religieuses (Ve–IXesiècles)
Le donatisme avait surtout affecté l’Afrique du Nord, l’arianisme les peuples fédérés de l’Empire romain, dont des peuples germaniques christianisés. Les grandes querelles christologiques qui déchirèrent l’Église au cours des siècles suivants contribuèrent à éloigner les Églises d'Orient et d'Occident et aboutirent à la sécession des deux communautés chrétiennes de Syrie et d’Égypte.
Apparue au Ve siècle dans l'Empire romain d'Orient en réaction au nestorianisme, la doctrine du monophysisme affirmait que le Fils n'avait qu'une seule nature, la nature divine, laquelle aurait absorbé sa nature humaine. Le concile de Chalcédoine en 451 avait condamné cette doctrine et proclamé que le Christ avait deux natures, la nature divine et la nature humaine, jointes en une seule personne (en grec hypostasis). La notion des deux natures du Christ offensait les gens d’Alexandrie qui, y voyant des relents de nestorianisme, tendaient à favoriser le monophysisme, alors que Rome et Antioche voulaient maintenir la distinction entre les deux natures (dyophysisme). Constantinople se trouvait prise entre les deux positions. En dépit de ses efforts de conciliation, l’Empereur dut s’incliner devant la volonté du pape Léon Ier (440-461) et le concile définit que le Christ avait deux natures, distinctes mais inséparables. Les réactions en Syrie, en Égypte et en Palestine ne se firent pas attendre : la nomination d’un nouvel évêque se solda par un bain de sang dans les rues d’Alexandrie, alors que les moines se rebellèrent et installèrent un nouvel évêque à Jérusalem.

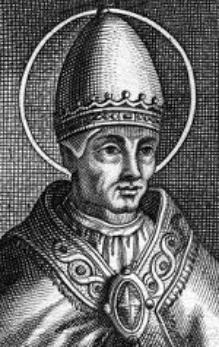
C'est sous le pape Félix III que se produisit la première rupture entre Rome et Constantinople qui dura jusqu'au règne de Justin en 519.

La querelle religieuse laissait déjà entrevoir l’opposition entre l'évêque de Rome (dont le pape avait lui-même défini la position dans un document, le Tome) et les autres patriarches d'Orient, Constantinople jouant un rôle de médiation. En 482, l’empereur Zénon (474-491), avec l’appui du patriarche Acacius, tenta d’apaiser la querelle en proclamant un édit d’union, appelé Hénotikon, qui réaffirmait sa foi dans les crédos de Nicée et de Constantinople, sa condamnation des hérésies de Nestorius et d’Eutychès, mais ne décidait rien quant à « la » ou « les » nature(s) du Christ et interdisait de soulever dorénavant la question,. Plutôt que de s’opposer directement à l’Empereur, le pape Simplice (468-483) excommunia le patriarche alors que son successeur, Félix III (483-492), décida de le déposer. Ceci devait conduire à un schisme entre les deux Églises qui dura de 484 à 519 ; un compromis proposé par le pape Anastase II (496-498) devait lui valoir d’être placé au nombre des damnés dans la Divine Comédie de Dante.
L’Hénotikon ne régla pas la question qui refit surface sous l’empereur Justinien (527-565). Celui-ci devait composer avec trois forces opposées où se mêlaient politique et religion. D’un côté, il devait éviter de s’opposer trop ouvertement aux monophysites d’Orient pour ne pas s’aliéner l’Égypte — et mettre ainsi en danger l’approvisionnement de sa capitale comme risquer de voir les provinces de Syrie et de Mésopotamie s’allier avec la Perse voisine, menaçante et hostile. D’un autre côté, il devait se rallier au Pape, qui lui reprochait son inaction devant le schisme, et à l’Italie, où Totila risquait de remettre en question les gains de Bélisaire. Enfin, il devait contenter la population de Constantinople, où certaines grandes familles étaient profondément attachées à Chalcédoine alors que d’autres, comme celle de l’ancien empereur Anastase et l’impératrice elle-même, étaient monophysites. Il tenta de régler la question indirectement en faisant condamner trois théologiens détestés par les monophysites dans l’espoir de les rallier à l’Église officielle. Le Ve concile œcuménique de 553, qui officialisait cette condamnation, vit ses décrets fort mal accueillis en Occident, surtout par le pape Vigile (537-555) que Justinien fit enlever afin de le contraindre à accepter les Trois Chapitres, sans pour autant rallier les monophysites,.
La crise du monophysisme avait contribué à aliéner les populations orientales de Constantinople. Les successeurs de Justinien cherchèrent à ramener les dissidents au sein de l'Église et donc de l’Empire. Le compromis fut le monothélisme.
Cette doctrine fut énoncée par le patriarche Serge de Constantinople avec l’appui de l’empereur Héraclius Ier(610-641). En effet, ce dernier cherchait à rétablir l’autorité impériale et patriarcale de Constantinople sur les provinces d’Égypte, de Palestine et de Syrie, récemment récupérées sur les Perses sassanides. Le monothélisme s’inscrivait dans le duophysisme proclamé à Chalcédoine tout en précisant qu’il n’y avait en Jésus qu’une seule volonté (θήλεμα) et une seule énergie (ένέργεια), d’où les termes monothélisme et monoénergisme. Bien accueillie par les monophysites d’Égypte qui regagnèrent l’orthodoxie, la doctrine se heurta aux objections de plusieurs théologiens dont Sophrone de Jérusalem. Se ravisant, le patriarche Serge promulgua un décret interdisant en 633 à tout chrétien de parler du nombre des énergies de Jésus. À Rome, le pape Honorius Ier (625-638) confirma le décret mais laissait la porte ouverte à une seule volonté du Christ. En 638, l’Empereur fit afficher sur la porte de Sainte-Sophie une profession de foi, l’Ecthèse, qui reconnaissait au Christ une volonté unique.
Non seulement les monophysites n’y adhérèrent pas, mais l’Ecthèse provoqua un conflit entre les patriarcats d'Occident et de Constantinople (638-655). En Italie, le Nord du pays, que tentait de défendre la papauté, était aux mains des Lombards alors que le Sud demeurait possession byzantine. En 640, le pape Jean IV (640-642) condamna le monothélisme tout comme son successeur, Théodore Ier (642-649). Le nouvel empereur, Constant II Héraclius (641-668), promulgua en 648 un nouveau décret, le Typos, qui abolit l’Ecthèse et interdit à nouveau de parler des volontés et des énergies du Christ. Le successeur de Théodore, le pape Martin Ier (649-655), qui était monté sur le trône sans faire ratifier sa nomination par l’Empereur, réagit en convoquant l’année suivante un concile à Latran qui condamna le monothélisme et affirma la dualité des volontés et des énergies. En 653, l’Empereur fit alors arrêter le pape qui mourut exilé en Crimée deux ans plus tard. Finalement, l’empereur Constantin IV (668-685) convoqua un concile œcuménique, le troisième concile de Constantinople, qui proclama « deux volontés naturelles et deux activités naturelles agissant de concert pour le salut du genre humain »,.
À partir de cette époque, Constantinople cessa de jouer les médiateurs entre l'Orient et l'Occident. Le patriarcat de Jérusalem ayant été conquis par les Arabes en 637, suivi des patriarcats d’Antioche et d’Alexandrie, le patriarcat de Constantinople devint le représentant de l’ensemble de l’Orient. Le fossé entre Rome et Constantinople se creusa à l’occasion du concile Quinisexte ou in Trullo tenu en 691 et 692 à l’instigation de l’empereur Justinien II (685-711) sans consultation du Pape. Il rassembla 220 évêques orientaux et visait à discuter de discipline ecclésiastique plutôt que de questions dogmatiques comme les précédents. Ses 102 canons ou décisions traitaient de la discipline dans le clergé et de bonnes mœurs pour les clercs comme pour les laïcs. Certains canons fustigeaient l’Église d'Arménie et d’autres l’Église de Rome, comme le jeûne du samedi durant le carême ou le mariage des prêtres. Rome, qui n’avait pas encore reconnu le canon 28 de Chalcédoine confirmant l’égalité de privilège entre l’ancienne et la nouvelle Rome, s’éleva contre le canon 36 selon lequel « les deux Églises devaient jouir d’une même estime en matière ecclésiastique et jouir de privilèges égaux », Constantinople venant après Rome « dans le temps, mais non en termes d’honneur ». Le pape d’alors, Serge Ier (687-701), désavoua ses légats et refusa de signer les actes du concile. Ce ne fut qu’en 711 que son deuxième successeur se rendit à Constantinople et résolut les problèmes en litige,.
Avec le VIIIe siècle s’apaisèrent les querelles sur la nature du Christ pendant qu’une autre se développait : celle du culte des images,.

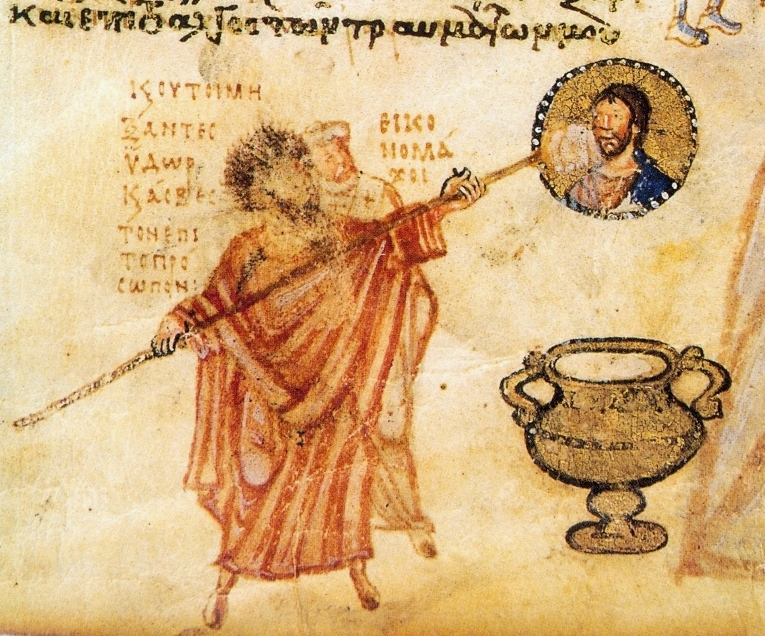
Si monophysisme et monothélisme opposèrent les Églises égyptienne et asiatiques à l'Église méditerranéenne, l'iconoclasme opposa essentiellement les croyants de l'Empire byzantin entre eux.

Le concile Quinisexte avait, dans son 82e canon, recommandé que l’on abandonne la pratique de représenter le Christ sous forme d’un agneau ou du symbole « XP » pour faire place à des représentations anthropomorphiques. Depuis, le culte des images avait pris, surtout en Grèce, une telle importance que l’on voyait souvent en elles des « doubles » des saints qu’elles devaient représenter ; on leur attribuait divers miracles comme le don de la parole, le suintement d’huile ou de sang. À la veille même de la première crise iconoclaste, en 718, on croyait fermement que le portrait de la Vierge conservé au monastère d’Hodegon, près des murs de Constantinople, lorsque paradé sur les murailles, émettrait une lumière aveuglante ou des flammes qui consumeraient les assaillants. Ces croyances allaient, toutefois, à l’encontre de la foi monophysite des chrétiens d’Arménie et des pauliciens répandus en Orient. La « querelle des Images » mettait ainsi en lumière les différences religieuses entre les provinces grecques et les provinces asiatiques de l’Empire byzantin.
Déjà alarmé par les défaites de l’Empire face aux Arabes, l’empereur Léon III (717-741) aurait pris la décision d’interdire la vénération des images lors d’une éruption volcanique qui ravagea l’île de Théra en 726. Cette querelle se déroula en deux étapes. Au cours de la première, de 730 à 787, les empereurs Léon III et Constantin V (741-775) adoptèrent une attitude de plus en plus intransigeante et violente à l’endroit du culte des images. Si le pape Grégoire II (715-731) réagit assez mollement, son successeur Grégoire III (731-741) condamna l’iconoclasme byzantin. En représailles, l'empereur Léon III sépara alors l'Italie du Sud et la Sicile, hellénisés, ainsi que la Sardaigne et l'ancien Illyricum pour les rattacher au patriarcat de Constantinople avec les revenus qui y étaient attachés. Dès lors, les frontières religieuses entre les patriarcats d'Occident (papauté) et de Constantinople coïncidèrent avec les frontières politiques de l’Empire byzantin,,.
Le règne de l’impératrice Irène (797-802) marqua une pause qui se termina avec l’arrivée au pouvoir de Léon V l'Arménien (813-820). Le règne de ce dernier fut marqué par une persécution plus féroce bien que de moins d’envergure que celle de Constantin V. Toutefois, son successeur, Michel II (820-829), adopta une politique plus conciliante qui coïncida avec l’éloignement de la menace que faisaient planer les Arabes sur l’existence de l’Empire. Elle se termina officiellement lorsque l’impératrice Théodora (régence 842-856) réunit un synode en 843 qui confirma la légitimité de celui de 787,,,.
Comme l’écrivit Georg Ostrogorsky, « le grand résultat politique de la querelle des images fut ainsi de rejeter Rome hors de l’Orient grec, mais aussi Constantinople de l’Occident latin ».

### Montée en puissance de la papauté
Du troisième au cinquième siècle, des peuples venus de l'Europe du Sud-Est (les Goths, Ostrogoths et Wisigoths), de l’Europe du Nord-Est (les Francs dont plusieurs furent également légionnaires sur la frontière romaine…) et de l'Europe du Centre-Est (les Alamans) morcelèrent l’ancien Empire romain d’Occident en petits royaumes. En de nombreux endroits, l’Église fut la seule force demeurant sur place qui put négocier avec les nouveaux maîtres. Elle y préserva en même temps l’héritage de la Rome antique puisque les Barbares, peuples illettrés, durent conserver les systèmes administratif et juridique romains. Mais le latin était déjà une langue que seuls les clercs pouvaient parler ; contrairement aux usages de Constantinople, les clercs étaient les seuls à pouvoir discuter de théologie et le peuple ne se sentait guère concerné par des sujets qui, à Constantinople, pouvaient provoquer des révolutions.
Le règne de l'empereur Justinien (527-565) marqua le point culminant de l’influence impériale sur la vie de l’Église (le césaropapisme). C'est sous son règne et son impulsion que la « Pentarchie » fut explicitement mise en place comme mode de gouvernement de l’Église, regroupant les cinq grands patriarches, à savoir, dans l'ordre de préséance : Rome, Constantinople, Alexandrie, Antioche et Jérusalem. Persuadé d’être comme les empereurs d’autrefois le représentant du Christ sur la Terre, il nommait papes et patriarches et traitait les uns et les autres comme des fonctionnaires impériaux, des subalternes, se réservant les décisions non seulement dans les questions d’organisation ecclésiastique, mais aussi de dogme et de liturgie, convoquant des conciles et rédigeant des traités théologiques. Comme l’a montré la question monophysite qui divisait Orient et Occident, il n’y avait pas à l’époque de distinction précise entre vie religieuse et vie politique.
Après que Justinien Ier eut repris l’Italie, l'empereur Maurice (582-602) transféra son représentant, l’exarque, à Ravenne, laissant ainsi au pape le soin de défendre Rome,. C’est alors que naquit la papauté médiévale avec Grégoire Ier (590-604). Né à Rome vers 540 dans une riche famille patricienne, celui-ci devint préfet de la ville de Rome avant de séjourner quelques années comme ambassadeur à Constantinople. Comme le voulait la coutume, il fut nommé par l’Empereur et son choix fut ratifié par les évêques. À de nombreuses reprises, Grégoire mit l’empereur en garde contre la nouvelle menace que faisaient planer sur l’Italie les Lombards ariens venant du Nord. Et lorsque Agilulf se présenta devant la Ville éternelle, le pape prit sur lui d’entrer en négociations avec lui malgré les protestations de l’Empereur, qui le traita de « sot », et de l’exarque Romanus qui refusa de reconnaître les ententes conclues entre le Pape et le chef lombard.
Pour la première fois, on vit avec Grégoire Ier un pape s’opposer à l’empereur, non plus sur des points de foi ou de dogme, mais sur des questions juridiques. Si le pape se reconnaissait sujet de l’Empereur, il n’en revendiquait pas moins la prééminence de la Papauté sur tous les patriarcats, tant sur le plan spirituel que disciplinaire. Il intervint ainsi dans les affaires internes des patriarcats de Constantinople et d’Orient et s’insurgea contre le titre de « patriarche œcuménique » que s’était attribué le patriarche Jean IV le Jeûneur de Constantinople sous le règne de son prédécesseur, Pélage II (579-590).

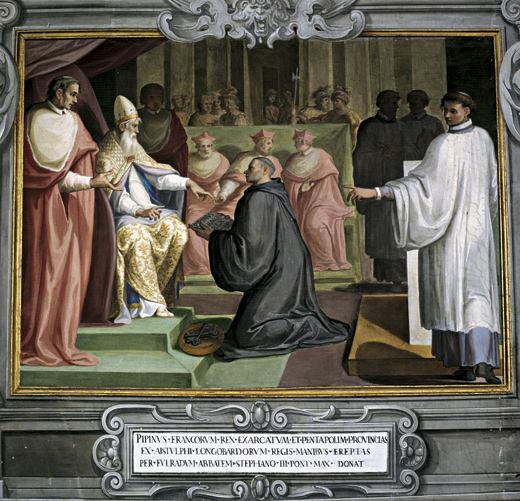
C'est sur la « Donation de Constantin » que la papauté s'appuie jusqu'à la Renaissance pour justifier la création des États pontificaux, jusque-là territoires en majeure partie byzantins.

L’avance des Lombards se faisant de plus en plus inexorable, le pape Étienne II (752-757) appela au secours Pépin le Bref (751-768) qu’il avait sacré roi des Francs deux ans plus tôt. Ce dernier remit au pape les terres dont les Lombards s’étaient emparés, y compris l’exarchat de Ravenne : ce fut le début des États pontificaux, créés à partir de territoires byzantins. Quelques années plus tard, le roi lombard Didier ayant dénoncé le traité conclu avec Étienne II, le pape Adrien Ier (772-795) résolut de faire appel à Charlemagne (768-814). Répondant à cet appel, Charlemagne traversa une première fois les Alpes, défit le roi Didier en 774 à Pavie et confirma les dons de son père. Selon Kazhdan, Adrien cessa de reconnaître la souveraineté de Constantinople sur Rome à un moment non précisé de son règne. Les relations entre la Papauté et l’Empire byzantin se détérioraient. Le rapport du concile qu’avaient dressé les légats du pape était loin d’être positif : on avait retranché du message papal lu devant l’assemblée des évêques les passages où celui-ci s’élevait contre la nomination du patriarche Taraise et l’utilisation par celui-ci du titre de « patriarche œcuménique », de même que n’avait pas été mentionné le retour à la juridiction papale des évêchés d’Italie du Sud, de Sicile, de Sardaigne et de l'ancien Illyricum.
Quatre ans après son élection, le nouveau pape, Léon III (795-816), fut victime d’un complot organisé par de jeunes nobles et ne dut son salut qu’à sa fuite vers la cour de Charlemagne à Paderborn. De retour à Rome sous la protection de Charlemagne, qui devait agir comme juge, il fut accusé de simonie, parjure et adultère. Le 23 décembre 795, le pape jura solennellement qu’il était innocent et deux jours plus tard il couronna Charlemagne en le proclamant « imperator Augustus ». Ce faisant, le pape renversait la situation et se donnait le droit d’investir l’Empereur des Romains, ce qui sous-entendait la supériorité de l’Église sur l’Empire.
Il pouvait alors justifier cette autorité par un faux document, la Donation de Constantin, selon lequel Constantin, reconnaissant la primauté du pape d’alors, Sylvestre (314-335), lui aurait donné le droit de concéder la couronne impériale à qui bon lui semblerait. Ce faux, fabriqué au sein de la curie au tournant du siècle, justifia les prétentions de la papauté jusqu’à ce qu’il soit dénoncé au milieu du XVe siècle par un humaniste de la Renaissance, Lorenzo Valla,.

### Querelle autour de Photius
Ce schisme politico-religieux, qui n’affecta que le patriarcat de Constantinople mais qui devait être la cause indirecte du schisme de 1054, fut le résultat de la chute du patriarche Ignace et de sa protectrice, l’impératrice Théodora. Le nouvel empereur, Michel III (842-867), fit remplacer Ignace par Photius (858-867/877-886), un laïc haut fonctionnaire responsable de la chancellerie impériale. Celui-ci reçut tous les ordres ecclésiastiques en six jours de façon à être intronisé pour les fêtes de Noël 858. Choqué par cette procédure, le pape Nicolas Ier (858-867) décida trois ans plus tard d’envoyer des légats à Constantinople avec mission d’enquêter sur ces irrégularités. Il se disait prêt à passer l’éponge sur celles-ci pourvu que l'Italie du Sud, la Sicile, la Sardaigne et l'ancien Illyricum soient replacées sous la juridiction du patriarcat d'Occident. Or l’Illyricum recoupait la majorité des Balkans, où la Bulgarie et la Moravie à l’Ouest songeaient à se convertir au christianisme,,,.
Constantinople ne pouvait accepter ces conditions. Aussi un concile tenu à Rome en 863 décréta qu’Ignace était toujours le patriarche légitime et réduisit Photius au rang de laïc. Ce n’est que deux ans plus tard que l’Empereur rompit le silence dans une lettre qui rappelait au pape qu’il avait été invité à envoyer des délégués pour discuter de l’iconoclasme et non des affaires intérieures du patriarcat de Constantinople. La réponse du pape Nicolas montrait à quel point la mésentente était grande entre les deux Églises : il y affirmait que seul le pape pouvait convoquer un concile et que sans sa permission nul patriarche ne pouvait être nommé ou déposé. De plus, l’autorité de Rome s’étendait « super omnem terram, id est, super omnem ecclesiam » ; en tant que pape, il avait donc le pouvoir de juger du cas d’Ignace.
À la même époque, le tsar Boris, qui avait demandé en vain l’envoi d’un patriarche grec, se tourna vers Rome qui se hâta de lui envoyer des missionnaires francs, lesquels professaient le Credo en y incluant la formule du Filioque. Furieux, Photius convoqua un synode qui déclara le pape déposé et anathématisé en 867. Sur ces entrefaites, l'empereur Basile le Macédonien (867-886) renversa Michel III et s’empara du pouvoir, tout prêt à sacrifier Photius pour être reconnu par le pape et le parti des Ignatiens,,,.
Ignace fut donc réinstallé en novembre 867. À peu près à la même époque, le pape Nicolas mourut et fut remplacé par Adrien II (867-872). Un synode se tint à Saint-Pierre de Rome en 869 ou 868 qui condamna Photius, et le synode de 867 ne reconnaissait les évêques qui l’avaient appuyé que s’ils signaient un « libellus satisfactionis » qui affirmait que la Foi avait été maintenue par la Papauté. Après cela, le pape envoya des légats à un concile devant se tenir à Constantinople à l’automne. Contrairement aux attentes de Rome, non seulement les évêques se montrèrent hostiles au libellus, mais le concile conclut que l’accord des cinq patriarches était nécessaire pour toute décision de nature théologale (canon 21). La Papauté fut à nouveau défaite lorsque la question du siège dont relèverait la Bulgarie fut mise aux votes : le concile décida qu’il appartenait à l’Empereur de trancher la question. Le pape était près d’excommunier Ignace lorsque celui-ci mourut en 877. L’Empereur choisit alors de réinstaller Photius dont il avait appris à apprécier les talents. Ce dernier, pour sa part, voulait une réconciliation avec Rome, tout comme le pape Jean VIII (872-882). Un nouveau concile fut donc tenu à Constantinople en 879 qui annula les actes du concile de Constantinople de 869, affirma la parfaite orthodoxie de Rome, tout en anathématisant ceux qui ajouteraient quelque chose au Credo de Nicée (autre effet des difficultés linguistiques, le grec des légats n’était peut-être pas suffisant pour qu'ils sachent ce qu’ils signaient). Par ailleurs, l’Empereur envoya un message assignant l’Église de Bulgarie à Rome — ce que refusa le tsar bulgare. L’harmonie était ainsi retrouvée entre Rome et Constantinople de telle sorte que lorsqu’un nouveau schisme se déclara, à l’intérieur du patriarcat de Constantinople cette fois, concernant le quatrième mariage de l’empereur Léon VI (886-912), le tact du patriarche et la prudence du pape évitèrent tout nouveau conflit,,,.

## Schisme de 1054

### Causes religieuses
Si la fin du schisme de Photius marqua le début d’une période d’apaisement entre les deux hiérarchies, elle fut aussi le point de départ d’une autre querelle à l’origine du schisme de 1054 : la querelle du Filioque. Dans une Encyclique aux patriarches de l’Est, le patriarche Photius dénonçait cet ajout au credo de Nicée par l’Église d’Occident qu’il accusait d’hérésie,. Le Credo de Nicée (325) disait simplement que Dieu le Fils « procédait » du Père et restait silencieux sur la nature du Saint-Esprit. Cet ajout (« ex patre filioque procedit ») affirmait que le Saint Esprit procédait à la fois du Père et du Fils.

Le Scutum Fidei, représentation traditionnelle en Occident de la Trinité.

Cette expression avait été adoptée au IIIe concile de Tolède en 589 pour contrer l’arianisme prévalant alors en Espagne wisigothique jusqu'à la conversion du roi Récarède. À partir de là, elle fut adoptée en Gaule pour lutter contre les chefs barbares qui étaient tous ariens. Tous, sauf Clovis, qui s’était converti au christianisme nicéen. Charlemagne, dans sa lutte contre les autres chefs francs, voulut faire pression pour qu’elle soit introduite dans le Credo, ce à quoi s’opposa fermement le pape Léon III (795-816). Au cours du IXe siècle, la formule fut progressivement adoptée par les Églises d’Allemagne et de Lorraine. Des clercs allemands l’apportèrent à Rome. L’influence allemande grandissant à Rome, un des successeurs de Léon III, le pape Benoît VIII (1012-1024), qui avait désespérément besoin de l’appui du Saint-Empire romain germanique dans la lutte qui l’opposait aux grandes familles romaines, finit par s’y résoudre 200 ans plus tard, lorsque l’empereur Henri II alla se faire couronner à Rome.
L’hostilité à l’endroit de l’influence allemande aidant, c’est moins la question de la procession du Saint Esprit qui faisait problème que de savoir si le Pape était habilité à imposer seul une telle décision à l’ensemble de l’Église. Pour les Orientaux, le symbole de Nicée ayant été adopté par un concile réunissant toutes les Églises ne pouvait être modifié que par un autre concile œcuménique.
On glissait ainsi du plan théologique au plan de l’administration de l’Église. Dans son édit 131, l’empereur Justinien avait promulgué que le gouvernement de la chrétienté serait confié aux cinq patriarches de l’Église (« Pentarchie ») sous l’égide d’un empire universel. Rome se voyait concéder la primauté en raison de son lien historique avec la capitale impériale. Tel que mentionné plus haut, il s’agissait donc d’une primauté d’honneur allant à la ville et non à l’individu qui y occupait le poste de patriarche. Du reste, cette primauté d’honneur n’était définie nulle part et n’impliquait aucune suprématie sur les autres patriarches, qui restent indépendants concernant leurs affaires intérieures.
En Occident, les invasions avaient fait du pape l’unique force pouvant tenir tête aux Barbares. Celui-ci était ainsi naturellement devenu non seulement le guide spirituel, mais aussi temporel des chrétiens d’Italie. Et si, comme on l’a vu avec Charlemagne, la Papauté eut besoin de l’aide matérielle de l’Empereur des Romains pour maintenir son pouvoir temporel sur la ville de Rome, elle tente de s’en émanciper dès que le Saint-Empire romain est créé. L’harmonie qui régna entre l'empereur des Romains Otton Ier (962-973) et le Pape d’alors fut remplacée dans les siècles suivants par une opposition croissante entre les deux. Le pape Grégoire VII (1073-1085) parvient à humilier l’empereur germanique Henri IV (1084-1105) à Canossa en 1077 et publia le Dictatus Papæ, un recueil de 27 propositions affirmant la suprématie papale, incluant le pouvoir de nommer et de rejeter les souverains temporels et se réservant le titre exclusif de souverain « universel » ou œcuménique, une allusion directe à son collègue de Constantinople.
Si ces sujets concernaient surtout les hautes sphères de la hiérarchie, la question du célibat ecclésiastique, imposé par Grégoire VII à toute l’Église sans concertation avec les autres évêques de la « Pentarchie », touchait l’ensemble du clergé et traduisait l’influence des réformateurs de Lorraine qui avaient l’appui de l’Empereur germanique et de ceux de l’abbaye de Cluny. De même, à leurs yeux, les critiques adressées par le patriarcat d'Occident aux patriarcats de Constantinople et d'Orient concernant l’utilisation du pain avec levain, le jeûne du samedi durant la période du carême ou le baptême par une seule immersion au lieu de trois étaient autant de preuves que le patriarcat d'Occident voulait leur imposer ses propres coutumes germaniques et ignorait complètement leur propre développement historique.

### Excommunications de 1054

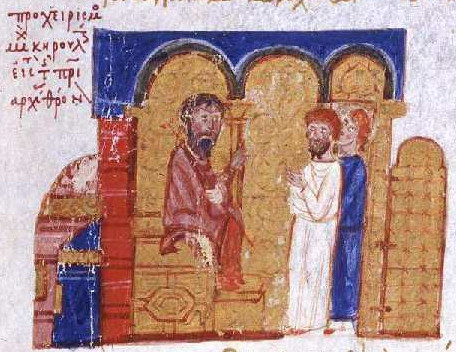
Le patriarche Michel Cérulaire et le cardinal Humbert de Moyenmoutier symbolisent le schisme de 1054, mais les facteurs de division, surtout politiques, préexistaient depuis déjà environ trois siècles et s'accentueront après eux.

En 1054, l'ambition première de l'empereur Constantin IX est de trouver des alliés pour faire face aux Normands qui menacent les territoires byzantins du Sud de l’Italie,. En 1051, le pape Léon IX s'empare de Bénévent après que Pandolf III en a été chassé. En 1053, les Normands menacent de récupérer la principauté de Bénévent. Représentant authentique de la réforme clunisienne, le pape Léon IX était dans un dilemme. S’il désirait l’alliance des Byzantins pour lutter contre les Normands, il ne voulait nullement voir ces territoires retourner sous l’autorité de Constantinople. Le pape forme une armée avec les Byzantins et lance la bataille de Civitate le 18 juin 1053. Vaincu par les Normands, le pape est emmené en captivité pendant neuf mois à Bénévent, où il commença l’étude du grec. Les Normands autorisèrent son premier secrétaire, le cardinal Humbert, à venir l’assister. En mars 1054, le pape fut libéré et retourna à Rome.
Depuis que le pape Benoît VIII avait fini par se résoudre au Filioque en l'an 1014, le patriarche de Constantinople Michel Cérulaire persistait d'accuser cette doctrine d'hérésie et fit fermer les églises latines à Constantinople. Le cardinal Humbert réussit à convaincre le pape Léon IX d’envoyer des légats à Constantinople pour tenter un rapprochement entre l'Église latine et l'Église de Constantinople, ouvrant la voie à une coopération politique sur les territoires d’Italie du Sud.
Humbert rédigea à cette fin deux lettres pour la signature du pape. L’une, destinée au patriarche de Constantinople, Michel Cérulaire, jetait le doute sur la canonicité de son élection, rejetait les accusations de Cérulaire contre l’Église latine et l’accusait de s’ingérer dans les affaires des Églises d'Antioche et de Jérusalem. L’autre, destinée à l’Empereur byzantin, le basileus Constantin IX, traitait surtout de questions politiques, mais sa dernière phrase se plaignait de la conduite du patriarche Cérulaire,.
Formée de trois légats : Humbert, Pierre d'Amalfi, archevêque d’Amalfi (territoire byzantin) et du cardinal Frédéric de Lorraine, chancelier du Saint-Siège et futur pape Étienne IX (règne 1057 – † 1058), la délégation partit pour Constantinople en avril 1054.
Le pape Léon IX mourut le 19 avril 1054. Durant le voyage, Humbert apprend la nouvelle par pigeons voyageurs. La nouvelle parvint à Constantinople quelques semaines plus tard. La délégation possède un écrit plénipotentiaire lui permettant d'excommunier ses contradicteurs si les négociations n'arrivaient pas à aboutir. Le mandat des légats n'est plus valable du fait de la mort du pape. En vertu des précédents, les légats du pape auraient dû retourner à Rome chercher de nouvelles instructions du successeur de Léon IX. Une fois arrivé à Constantinople, Humbert aurait pu attendre des instructions quant à la manière de mener au mieux la négociation dont il a été chargé.
Insatisfaits dès l’abord de l’accueil qu’ils reçurent, les légats du pape se rendirent d’abord chez le patriarche Cérulaire, où ils lui remirent avec hauteur la lettre qui lui était destinée avant de se retirer sans échanger les compliments d’usage. Le patriarche fut choqué du ton de la lettre et mit en doute le statut de la délégation.
La délégation, toutefois, reçut un accueil très cordial du basileus Constantin IX, alors que le patriarche décidait simplement de l’ignorer et de ne plus avoir de contact avec elle. Le climat se dégrada avec la publication de la lettre du pape Léon IX ainsi que de deux documents qu’Humbert avait apportés avec lui. La lettre du pape provoqua une réponse, polie mais ferme, d’un moine du monastère de Studium du nom de Nicetas Stethatus. Elle provoqua la fureur du cardinal Humbert qui répondit par un torrent d’insultes. Inquiet pour l’avenir de l’entente qu’il souhaitait, l’empereur Constantin IX força le moine à se rétracter et consentit même à discuter avec le cardinal Humbert de la question du Filioque, alors que le patriarche Cérulaire continuait à garder le silence et que le peuple s’irritait de cette ingérence dans les affaires de son patriarcat.
Mais l'élection d'un nouveau pape tardait. Alors le samedi 16 juillet 1054, les trois ex-légats se rendirent à la basilique Sainte-Sophie alors que l’on s’apprêtait à célébrer l’office de l’après-midi. Devant les fidèles, Humbert, sans mot dire, dépose sur l'autel de la basilique une bulle excommuniant le patriarche Cérulaire et ses assistants. Les légats repartent non sans avoir symboliquement secoué la poussière de leurs souliers. Deux jours plus tard, ils quittaient Constantinople après avoir pris congé de l’empereur Constantin IX, lequel, toujours aussi courtois, les combla de présents,,.
Le rapport que fit le cardinal Humbert de sa mission fut reçu avec enthousiasme, l’anathème prononcé contre le patriarche Cérulaire étant vu comme la juste rétribution des accusations grecques contre l’Église latine. Le cardinal conserva sa place comme chef de file de la curie romaine.
Fort de l’appui de son Église, le patriarche Cérulaire alla se plaindre à l’empereur Constantin IX pendant que la population ameutée grondait contre cette insulte au patriarcat de Constantinople. L’Empereur dut annoncer que la bulle incriminée serait solennellement brûlée ; le dimanche 24 juillet, un synode convoqué à la hâte jeta l’anathème sur le cardinal Humbert et ses assistants, sans mentionner toutefois le pape ou l’Église d'Occident en général, espérant sans doute une déclaration du prochain pape à l’effet que la délégation avait outrepassé ses pouvoirs,,. Si crise il y avait à Constantinople, il s’agissait plutôt d’une crise interne dans laquelle le patriarche avait marqué des points contre le basileus soupçonné de sympathies pro-latines,,.
Le principal résultat devait être une acrimonie grandissante entre les patriarcats d'Occident (Église d'Occident) et de Constantinople qui se traduisit à Constantinople par la publication d’un pamphlet intitulé Contre les Francs.
En dépit de son caractère spectaculaire, cet épisode ne fut considéré à Constantinople que comme l’une des péripéties qui marquaient de plus en plus souvent les relations entre les hauts dirigeants des deux Églises : les excommunications étaient dirigées vers leurs dignitaires et non contre les deux Églises elles-mêmes, il n’y avait donc pas de schisme à proprement parler.
La réaction fut plus marquée en Occident où les réformes entreprises par les empereurs allemands pour restaurer la crédibilité et l’influence morale de la papauté portaient fruit. Ce ne fut qu’en septembre 1054 qu’Henri III nomma un nouveau pape en la personne de Victor II (pape de 1055 à 1057), évêque d’Eichstatt en Allemagne. Il ne devait arriver à Rome qu’au mois d’avril 1055, ignorant probablement tout de cette délégation,,.
L'année 1054 marque traditionnellement le schisme entre les églises occidentale et orientale, même si la portée réelle de l'évènement est mineure et que les relations diplomatiques perdureront encore deux siècles entre les deux sièges.

### De 1054 à la première croisade
Cet incident ne mit nullement un terme aux négociations politiques dont le Saint-Siège espérait une aide militaire pour contenir des Normands dont la progression semblait irrésistible. Le basileus pour sa part voyait dans une intervention du Saint-Siège le seul espoir de maintenir une apparence de souveraineté sur les territoires du Sud de l’Italie,. Les églises latines de Constantinople furent rouvertes et le successeur de Léon IX, Victor II, envoya une lettre très amicale à l’impératrice Théodora (qui avait entretemps prié le patriarche de limiter son activité aux affaires de l’Église) lui demandant de réduire les taxes frappant les pèlerins se rendant à Jérusalem, politique amicale que poursuivit également son successeur, Étienne IX. Le pape envoya une délégation à Constantinople pour discuter de ces points, mais celle-ci avait tout juste atteint Bari qu’arriva la nouvelle de la mort du pape. Instruits par les évènements de 1054, les délégués retournèrent prudemment à Rome.
Son successeur, Nicolas II (pape de 1058 à 1061) accéda au trône pontifical grâce à l’influence du futur Grégoire VII et mena une politique anti-impériale (entendre contre l’empereur germanique). Il affranchit la papauté en 1059 de la tutelle impériale en remettant l’élection du pape entre les mains du seul collège des cardinaux et interdit la nomination des évêques sans l’approbation du pape. Réalisant que la domination normande sur le Sud de l’Italie était un phénomène irréversible, il se rendit la même année en Italie du Sud et reçut les serments de fidélité des princes normands Richard Ier d'Aversa et Robert Guiscard. Bien que ce geste ait été dirigé contre l’empire germanique, il provoqua un ressentiment considérable à Constantinople. Sans parler de schisme, on se rendait bien compte que les deux Églises n’étaient plus sur la même longueur d’onde et que la question d’une « réunification » s’imposait.
Toutefois, le terme même de réunification n’avait pas la même signification dans les deux capitales. Le nouveau pape, Grégoire VII (pape de 1073 à 1085, un règne beaucoup plus long que ceux de ses prédécesseurs immédiats), développait la théorie selon laquelle le pouvoir spirituel du pape s’étendait au domaine politique et que la papauté était à l’empereur et aux autres monarques européens ce que le Soleil était par rapport à la Lune. Cette doctrine ne pouvait être acceptée à Constantinople, qui tenait depuis longtemps que l’autorité suprême de l’Église en matière doctrinale résidait dans un concile œcuménique où toutes les Églises étaient appelées à participer, et en matière de gouvernance entre les mains de la pentarchie, c’est-à-dire du collège formé par les patriarches de Rome, Constantinople, Alexandrie, Antioche et Jérusalem. Si le patriarche de Rome avait droit à une primauté d’honneur vaguement définie, il en allait de même de l’empereur de Constantinople, au titre de vice-roi de Dieu sur terre. À partir de ce moment, la réunification des Églises devint un sujet de négociation perpétuel jusqu’à la chute finale de Byzance.
En 1078, soit vingt-quatre ans après l’incident de 1054, le basileus Michel VII (né vers 1050 – † 1090) fut renversé par une révolution de palais qui porta au trône Nicéphore Boteniatès (règne de 1078 à 1081), lequel annula la promesse de mariage entre le fils de Michel VII et la fille de Robert Guiscard. Furieux, celui-ci annonça qu’on avait trouvé à Rome le malheureux Michel VII évadé de Constantinople. Le pape prit fait et cause pour ce prétendant et excommunia solennellement l’empereur Boteniatès : c’était la première fois depuis plusieurs siècles qu’éclatait une rupture formelle des liens entre la papauté et la cour impériale de Constantinople. Encore une fois, l’épisode n’eut pas tellement de répercussions, Constantinople s’enfonçant dans une guerre civile dont Alexis Comnène (règne de 1081 à 1118) sortit vainqueur. Mais lorsque le pape excommunia également ce dernier et que celui-ci, après avoir fait fermer les églises latines de Constantinople, chercha un rapprochement avec Henri IV qui luttait contre Grégoire VII et ses alliés normands, un changement subtil d’alliances se produisit : jusqu’alors, lorsque les choses allaient mal entre le basileus et le patriarche, le premier pouvait toujours s’appuyer sur Rome pour forcer le patriarche à adopter son point de vue. À partir de ces deux excommunications, basileus et patriarche commencèrent à faire front commun contre Rome.

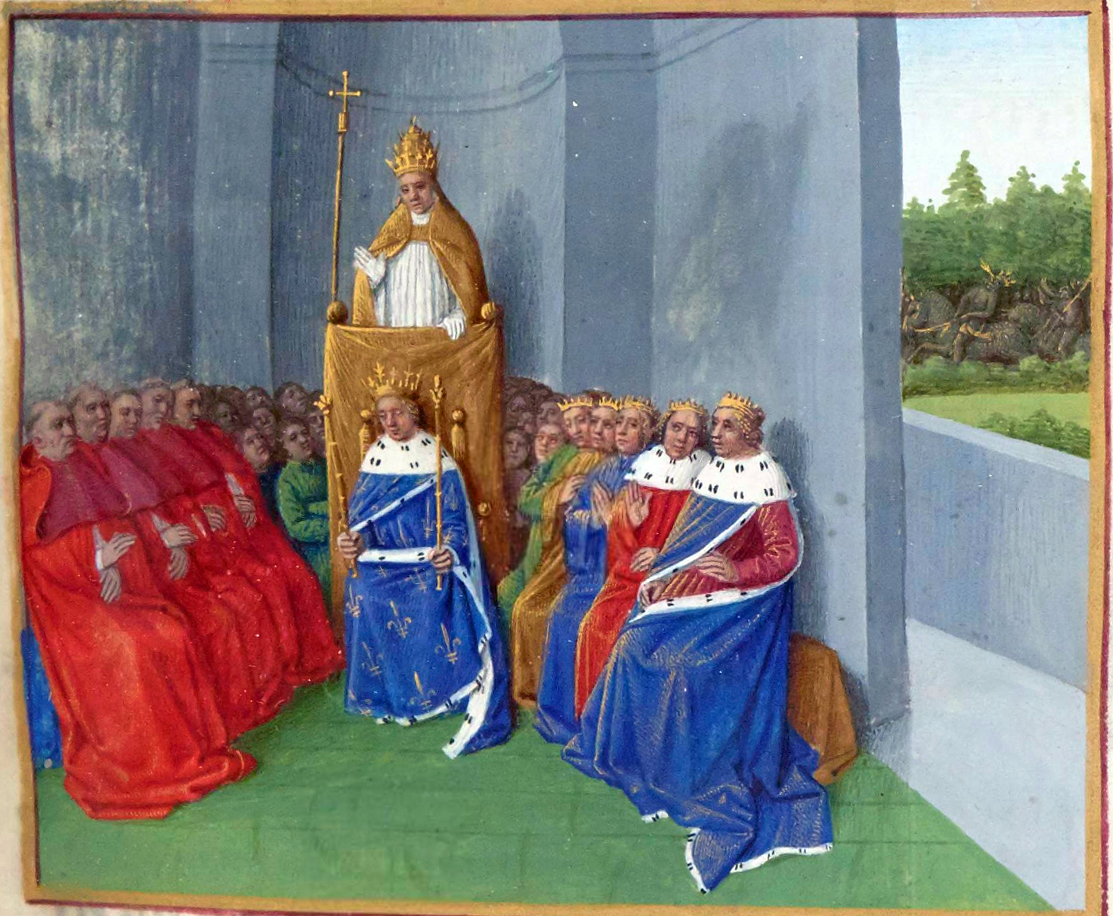
Le pape Urbain II prêchant la croisade. Le pape désirait la libération de Jérusalem, le basileus des soldats pour lutter contre les Turcs en Anatolie.

Les choses changèrent avec la mort de Grégoire VII et l’élection d’Urbain II (pape de 1088 à 1099). Le pape, qui voyait dans l’Église byzantine le seul moyen de délivrer les Églises d’Orient du joug des Turcs, prit l’initiative en envoyant une ambassade au basileus, lui demandant de faire rouvrir les églises latines et de rétablir le nom du pape dans les diptyques de Constantinople ; en même temps, il levait l’excommunication qui pesait sur Alexis Ier. Tout aussi désireux d’avoir l’appui du pape dans la lutte contre les Turcs, Alexis invita le pape dans sa réponse à venir tenir un concile à Constantinople pour régler ces questions. Le basileus obtint du synode patriarcal que le nom du pape soit rétabli dans les diptyques pourvu que, comme le voulait l’usage, le pape envoyât sa lettre systatique ou profession de foi aux autres patriarches. Dans la lettre qu’il envoya au pape, le patriarche Nicolas III confirmait que les églises latines étaient rouvertes et pouvaient utiliser le rite qu’elles désiraient. De plus il affirmait qu’il n’existait pas de schisme entre les deux Églises. Le pape, satisfait de cette réponse, passa outre au fait que le patriarche le qualifiait de « frère » et non de « père » et, s’il n’envoya jamais la lettre systatique demandée, c’était sans doute pour éviter de soulever la question du Filioque,,.
S’ensuivit une décennie de paix et d’amitié entre les deux Églises. Hélas, la bonne volonté manifestée par le pape fut aussi la cause d’un terrible malentendu. Pour Urbain II, l’union entre les Églises d’Orient et d’Occident signifiait aussi une union contre l’islam. Or, l’idée même de croisade était étrangère à la pensée byzantine. Alors que le pape appelait à un grand rassemblement des peuples chrétiens pour reconquérir Jérusalem et la Palestine, Alexis désirait surtout l’aide d’un nombre restreint de chevaliers bien aguerris pour combattre non l’Islam en général, mais les Turcs qui grignotaient son empire. De plus, l’idée même d’une guerre sainte était inacceptable pour les Byzantins qui ne pouvaient concevoir de guerre « juste » même si elle pouvait s’avérer nécessaire et qui s’étonnèrent toujours de voir les aumôniers accompagner les soldats et, plus encore, des évêques diriger des troupes,. Ce malentendu initial devait accroître l’hostilité entre chrétiens d’Orient et d’Occident. À l’indiscipline et à la totale inutilité des troupes de paysans conduites par Pierre l’Ermite, succéda la hargne et les pillages des militaires conduits par Godefroi de Bouillon, Baudouin de Boulogne, Hugues de Vermandois et autres chevaliers francs. Pour leur part, les autorités byzantines ne virent dans les chefs croisés que des mercenaires pouvant les aider à rétablir les frontières de l’empire byzantin aussi bien en Europe qu’en Asie,.

## Croisades et instauration de l’Église latine d’Orient
Lorsque les croisades débutèrent, les deux Églises maintenaient des relations froides mais polies. Chacune d’elles conservait son indépendance dans sa propre sphère géographique sans qu’il soit question de schisme entre elles. Les enjeux étaient effectivement considérables : Constantinople ne perdait pas tout espoir de reprendre pied en Italie du Sud grâce à l’hostilité entre la papauté et l’empereur germanique alors que le pape espérait toujours pouvoir placer l’Église d’Orient dans son giron. Ainsi, Alexis proposa en 1112 de venir à Rome recevoir la couronne impériale et envoya au pape un projet de réunion des Églises — admettant ainsi qu’il existait tout de même une certaine séparation. Mais, comme il arrivera maintes fois jusqu’au concile de Lyon et au concile de Florence, l’idée achoppa dès que l’on passa du plan diplomatique au plan théologique.
Au début, grâce surtout à la diplomatie du représentant papal, Adhémar du Puy, tout alla bien. Lors de la prise d’Antioche par Bohémond de Tarente (vers 1054 – † 1111), le patriarche Jean l’Oxite avait eu à subir de nombreux sévices de la part des Turcs. Il fut rétabli sur le trône patriarcal par les croisés et les chroniqueurs du temps firent l’éloge de son courage. Dans la cathédrale Saint-Pierre d’Antioche, les offices religieux étaient célébrés suivant les usages aussi bien latins que grecs. Vers la même époque, Adhémar du Puy prit aussi contact avec le patriarche de Jérusalem en exil à Chypre et rédigea même au nom de Siméon une lettre dans laquelle ce dernier était présenté comme le supérieur de tous les évêques, grecs aussi bien que latins. Malheureusement, Adhémar du Puy devait s’éteindre en 1098 ; ses successeurs firent preuve d’une bien moins grande largesse d’esprit.
Lorsque les croisés capturèrent Jérusalem, le patriarche Siméon était décédé et ses évêques en exil. Ils choisirent donc l’un des leurs comme patriarche. Arnold de Choques fut ainsi le premier patriarche latin de Jérusalem. Sa nomination se révéla une grave erreur, puisqu'il ira jusqu’à torturer les moines orthodoxes pour leur faire confesser où ils avaient caché la Vraie Croix lors du départ de Siméon pour Chypre. Son successeur, Daimbert de Pise, fit pis encore : il tenta de réserver l’église du Saint-Sépulcre à l’usage exclusif des Latins et chassa les orthodoxes de leurs établissements à Jérusalem et dans ses environs. Toutefois, le roi Baudoin Ier (1171, emp. latin 1194 – † 1205 ou 1206) se hâta de rétablir les Grecs dans leurs droits. Après lui, la couronne se fit le défenseur des intérêts du peuple contre le clergé latin.
Toutefois, si les relations demeurèrent tendues entre les deux communautés, il est évident qu’à la fin du XIe siècle, tant à Rome qu’à Constantinople, les autorités des deux Églises ne considéraient pas qu’il y avait schisme entre elles. Les choses ne changèrent guère non plus à Alexandrie qui ne faisait pas partie des territoires occupés par les Latins. Par contre, à Jérusalem et à Antioche, les autorités franques s’attendaient à ce que l’épiscopat grec acceptât l’autorité de la nouvelle hiérarchie latine, sans pour autant que le moyen et le bas clergé n'aient semblé être affectés, la barrière linguistique constituant une protection efficace pour son autonomie. Si leurs cathédrales furent confisquées, ils purent conserver leurs églises où la liturgie était célébrée selon leur rites, en grec ou en syriaque ; les monastères demeurèrent ouverts et purent accueillir pèlerins grecs et latins.

### Premier schisme: Antioche
Ce fut à Antioche que les choses se gâtèrent. La capture d’Antioche par Bohémond de Tarente, le fils de Robert Guiscard, mettait le patriarche Jean dans une situation impossible. Bohémond savait que l’empereur tenterait de reprendre la ville et que le patriarche et le peuple prendraient son parti ; Bohémond traita le patriarche sans ménagement. Lorsque des évêques latins furent nommés aux sièges de Tarse, Artah, Mamistra et Édesse, ils se rendirent à Jérusalem pour être consacrés par le patriarche latin Daimbert, ignorant l’existence et les droits du patriarche grec d’Antioche. Jean quitta donc Antioche pour se réfugier à Constantinople avec le haut clergé où il démissionna ; l’empereur et le haut clergé lui choisirent un successeur grec. À partir de 1100, il y eut donc deux patriarches pour la Palestine, un patriarche latin occupant effectivement le siège et un patriarche grec en exil, chacun se réclamant de la succession apostolique. C’est à partir de ce moment que le schisme prit vraiment corps.

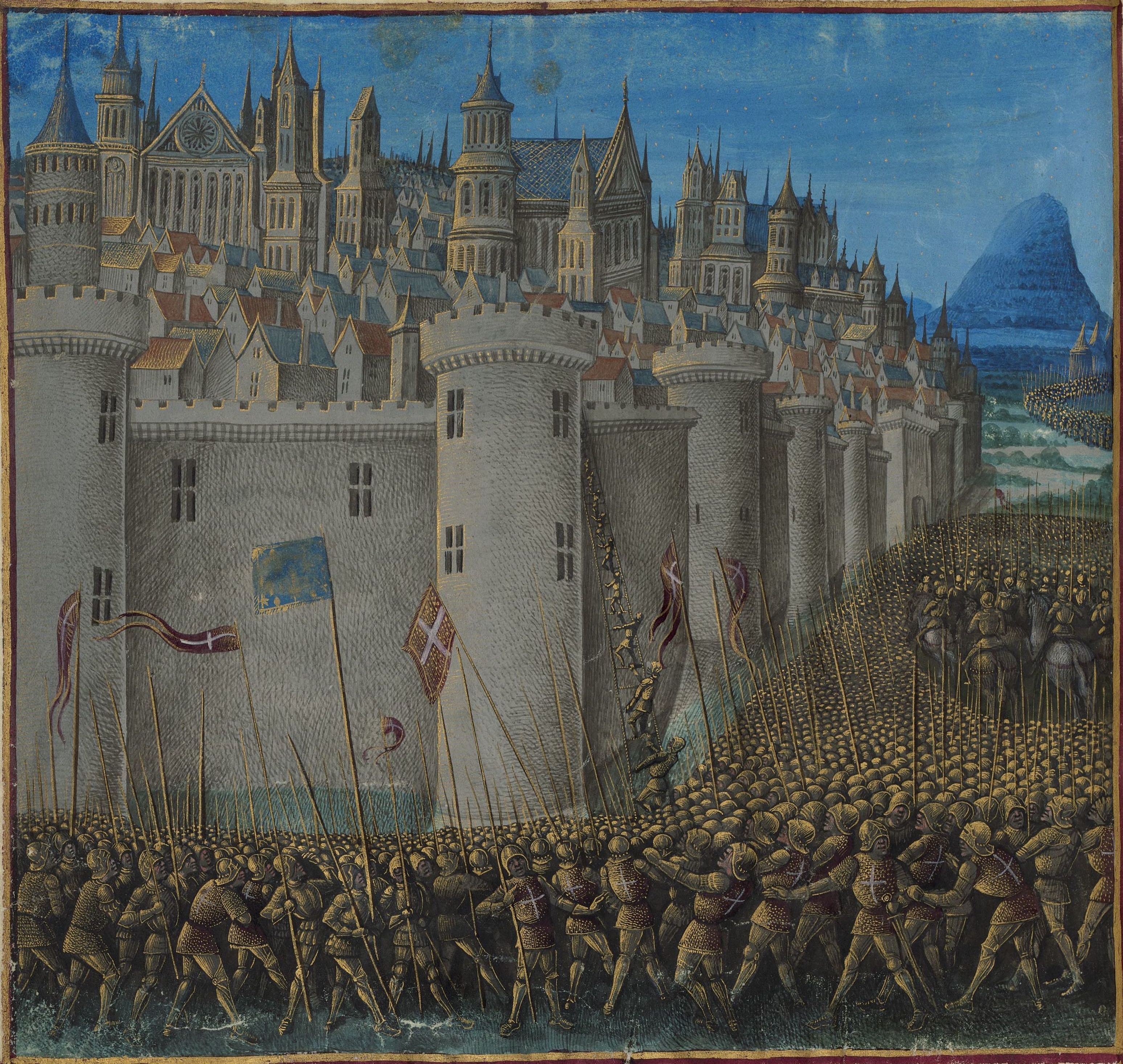
Prise d'Antioche par les croisés.

Si l’existence de deux patriarches pour le territoire d’Antioche fut la première manifestation d’un schisme, l’appui donné par le pape Pascal II à Bohémond fut la deuxième. Les relations entre Rome et Constantinople se dégradèrent lorsque Baudoin Ier écrivit au pape Pascal II (règne de 1099 à 1118) en 1102 pour se plaindre du manque de collaboration de l’empereur Alexis. Furieux, le pape prit position pour les Latins. Et lorsque Bohémond de Tarente se rendit à Rome, il n’eut aucune difficulté à convaincre celui-ci de la trahison des croisés par le basileus et de la nécessité de prêcher une croisade, non plus contre les Turcs mais contre Constantinople. Le pape avait bien dans le passé excommunié les empereurs Nicéphore et Alexis, mais cette excommunication touchait les deux hommes, non leur peuple, tout comme l’excommunication de l’empereur Henri par Grégoire VII ne s’étendait pas à l’ensemble de l’empire germanique. Prêcher une croisade contre l’Empire et par conséquent contre l’ensemble des orthodoxes équivalait à considérer ceux-ci comme schismatiques au même titre que les infidèles. Cette croisade se solda par un fiasco. Bohémond dut se reconnaître vassal du basileus et consentit au rétablissement de la ligne grecque au trône patriarcal. Cet accord demeura toutefois lettre morte, Antioche étant alors aux mains du neveu de Bohémond, Tancrède, lequel n’avait nulle envie de devenir vassal de l’empereur et de voir le patriarcat retourner aux mains des Grecs.
Le schisme entre les patriarcats d’Orient et celui d’Occident se concrétisa ainsi avec la création par les croisés de patriarcats latins dans leurs propres colonies, existant parallèlement aux patriarcats grecs, chaque communauté ne se référant qu’à son propre patriarche.

### Royaumes latins et la double hiérarchie épiscopale
Si les trois premiers Comnène, pour des motifs plutôt politiques que religieux, eurent soin de maintenir de bons rapports avec Rome, la période des croisades ne fit que renforcer l’animosité du peuple byzantin contre les occidentaux (Francs et marchands italiens), animosité reflétée et entretenue par la hiérarchie orthodoxe. Sur le plan religieux, le renouveau de la papauté était vu à Constantinople comme une tentative arrogante de domination universelle, alors que l’addition du Filioque et certaines pratiques comme l’utilisation de pain sans levain pour l’eucharistie étaient perçues comme une volonté d’imposer unilatéralement les usages de l'Occident à l’ensemble de la chrétienté. Sur le plan matériel, la population eut à souffrir de l’habitude des croisés de s’emparer de ce qu’ils voulaient, nourriture sur la route ou œuvres d’art dans les villes, alors que les croisés accusaient l’empereur et ses conseillers de traîtrise et de manque de coopération dans la reconquête des Lieux saints.
Tout au long de ces trois règnes, de nombreuses lettres, ambassades et discussions théologiques furent échangées montrant que, si crise il y avait, les parties désiraient à tout prix éviter une rupture finale et irrémédiable,.

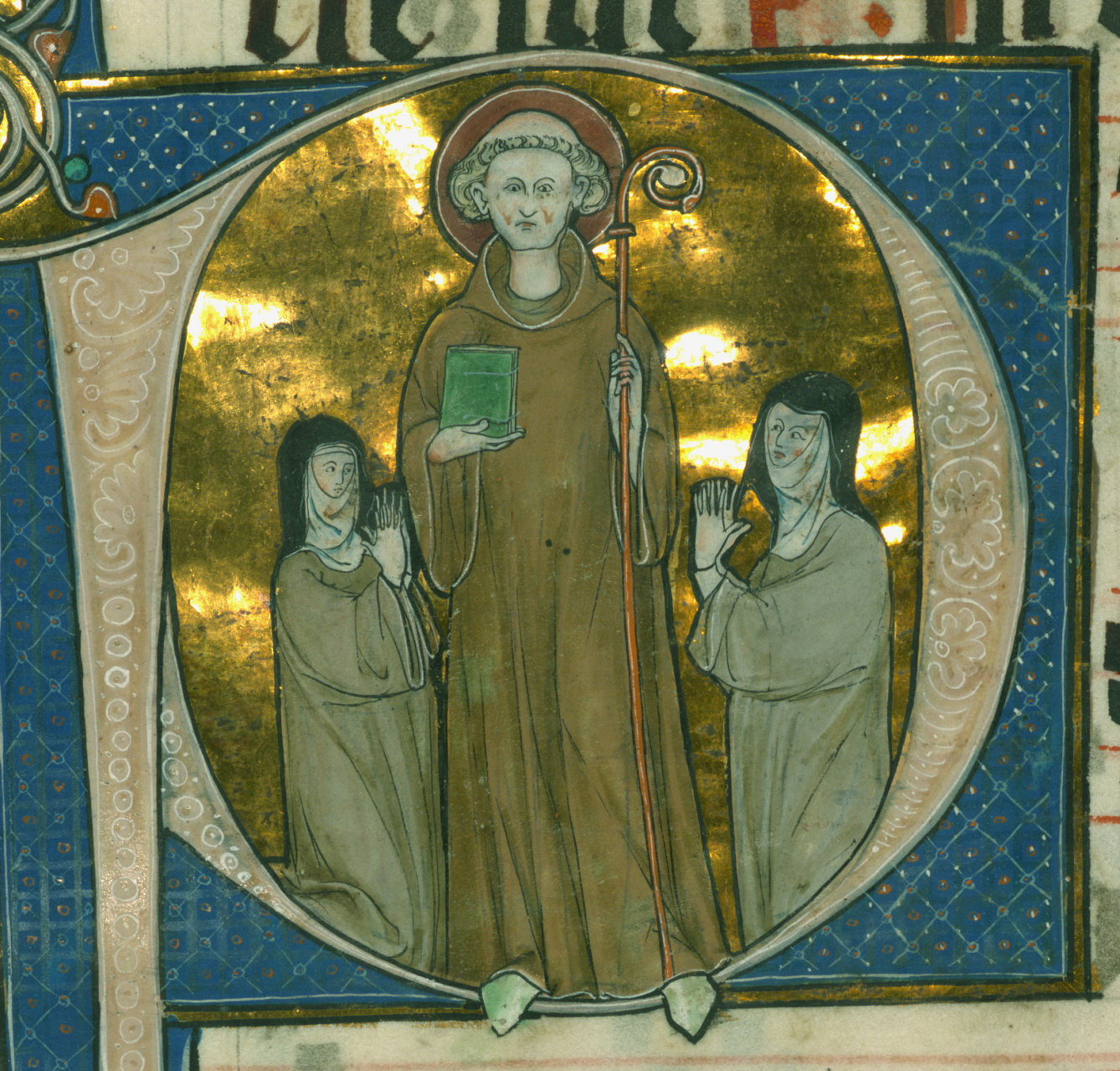
Bernard de Clairvaux prêcha la deuxième croisade, laquelle contrairement à la première, fut dirigée par des rois et princes d'Occident.

La deuxième croisade (1147-1149) devait élargir l’animosité existant entre les autorités politiques et religieuses aux peuples occidentaux et orientaux de la chrétienté. Après avoir arraché Jérusalem aux mains des musulmans en 1099, les croisés avaient fondé quatre États latins (royaume de Jérusalem, principauté d’Antioche, comté d’Édesse et comté de Tripoli) qui se trouvèrent rapidement isolés en Orient. Prêchée par Bernard de Clairvaux, cette croisade était conduite par le roi de France et l’empereur germanique et réunissait des princes de toute l’Europe occidentale. Effrayé par la dimension de cette armée qui devait traverser son empire et redoutant une attaque de Roger II de Sicile (1095 – † 1154), l’empereur Manuel conclut une alliance avec le sultan seldjoukide Mas`ûd. Il fut aussitôt considéré comme traître à la cause chrétienne par les croisés.
Durant leur passage dans les Balkans, les armées germaniques se livrèrent au pillage, si bien que lorsqu’elles arrivèrent, les armées françaises trouvèrent vides les points d’approvisionnement préparés par l’empereur à l’intention des croisés. Les deux armées pillèrent les environs de Constantinople, provoquant la colère de leurs habitants. Arrivés les premiers à Constantinople, les Allemands ignorèrent les avis du basileus et se dirigèrent vers Édesse à travers l’Anatolie où ils furent mis en déroute par les Turcs près de Dorylée. Instruit par l’expérience germanique, le roi de France décida d’éviter l’Anatolie en choisissant un itinéraire plus long, appareillant pour la Syrie à bord de bateaux siciliens. Mais Byzance étant en guerre avec la Sicile, des navires byzantins capturèrent les premiers, y compris les bagages du roi de France qui ne les put recouvrer que quelques mois plus tard,.
Si la deuxième croisade n’eut pratiquement aucun résultat en Terre sainte, elle contribua ainsi à accroître considérablement la rancœur des croisés contre les Byzantins qu’ils accusèrent de complicité avec l’ennemi turc et de mauvaise foi à l’endroit des princes d’Antioche. Les Byzantins pour leur part considérèrent les Francs et Germains comme barbares, indisciplinés et peu sûrs, jugement qui s’étendait à l’Église dont ils faisaient partie. Il est à noter toutefois que les relations de Constantinople avec les princes latins d’Outremer (sauf pour Antioche), qui comprenaient mieux la géopolitique de la région, demeurèrent excellentes, et que même l’échec de l’expédition en Égypte conduite avec le royaume de Jérusalem en 1169 ne nuisit guère à leurs relations,.
Les choses empirèrent encore avec la mort de Manuel en 1180. En dépit des heurts mentionnés plus haut, l’attitude amicale du basileus pour tout ce qui venait d’Occident, notamment les privilèges octroyés aux marchands génois, vénitiens et pisans, avait provoqué l’ire de la population. Elle se traduisit par une tentative de renverser l’impératrice-régente, une Italienne, un atroce massacre de Francs et d’Italiens à Constantinople en 1182 ainsi que le sac de toutes les églises latines et le meurtre du légat papal. Quelque cinquante bateaux latins qui se trouvaient au port de Constantinople réussirent à appareiller avec réfugiés, soldats et marchands. Trois ans plus tard, ils prirent leur revanche en mettant à sac Thessalonique. Les relations entre Rome et Constantinople furent rompues et ne reprirent que lorsque le nouvel empereur, Andronic (1183 – † 1185), fut lui-même remplacé par son cousin, Isaac II Ange (1185-1195 et 1203-1204). Mais l’alliance conclue par celui-ci avec Saladin continua à lui valoir la haine des Occidentaux, surtout après que Saladin eut conquis Jérusalem et eut réinstallé un patriarche grec dans la sainte cité en 1187. La conquête de Chypre par Richard Cœur de Lion et la subordination du clergé grec au clergé latin dans l’ile aggrava encore cette rancœur.
C’est à cette époque que l’Église grecque produisit l’un de ses plus grands juristes, Théodore Balsamon (né vers 1130/1140, mort vers 1195/1200). Nommé évêque d’Antioche (en exil puisque les Latins occupaient ce siège), il défendait des thèses hostiles à l’Église latine. Pour lui, empereur et patriarche constantinopolitains étaient les deux principales autorités de l’Empire et la bonne entente entre les deux était essentielle. Mais alors que le patriarche ne s’occupait que du bien-être spirituel de la population, l’empereur devait veiller à la fois au bien-être spirituel et matériel du peuple, d’où sa prééminence sur le patriarche. Soumis seulement à la Foi telle que définie dans les sept conciles œcuméniques, il était donc supérieur au pape et ne pouvait soumettre l’Église byzantine à la volonté de Rome. Pour lui, l’Église occidentale s’était depuis plusieurs années séparée de la communion des quatre autres patriarcats et était devenue étrangère à l’orthodoxie.
Si Balsamon et l’Église constantinopolitaine considéraient que l’Église de Rome s’était séparée des quatre autres Églises de la Pentarchie, il semble bien qu’à la fin du siècle les Latins considéraient pour leur part que l’Église de Constantinople, par son refus d’accepter la suprématie de Rome, était en état de schisme, même si ni l’une ni l’autre partie ne pouvait dire depuis quand précisément ce fossé s'était creusé.

### Quatrième croisade

Morcellement de l'Empire byzantin après la quatrième croisade, en 1204 : l'Empire latin de Constantinople, l'empire de Nicée, l'empire de Trébizonde et le despotat d'Épire.

La quatrième croisade devait mettre fin à cette incertitude. Le pape Innocent III (pape de 1198 à 1216) souhaitait la mise sur pied d’une croisade dès le début de son pontificat. Pour lui, Byzance ne devait pas être prise par les armes, mais, après s’être soumise à Rome par l’union des Églises, devait se joindre aux autres forces chrétiennes pour reprendre la Terre sainte. Toutefois, le contrôle de la croisade lui échappa dès que les croisés choisirent comme chef le marquis Boniface de Montferrat (né vers 1150, roi de Thessalonique de 1205 à 1207), ami de l’empereur germanique Philippe de Souabe qui refusait de reconnaître la suprématie pontificale. Ne pouvant payer leur transport vers la Terre sainte, les croisés durent se plier aux désirs des Vénitiens et aider ceux-ci à reprendre la ville de Zara (aujourd’hui Zadar), possession du roi de Hongrie, fervent catholique. Le pape comprit immédiatement son erreur initiale et excommunia les croisés,,,.
À Zara, ils furent rejoints par le jeune Alexis, fils de l’empereur déposé Isaac Ange, qui s’était échappé de Constantinople pour se réfugier à la cour de Philippe de Souabe (né en 1177, roi des Romains de 1198 à 1208). Pourvu qu’on l’aidât à récupérer le trône, il promit aux croisés une aide militaire et de vastes sommes d’argent ainsi que le passage de l'Église d'Orient dans l'obédience romaine. Mais une fois Constantinople prise et le jeune Alexis installé sur le trône avec son père, il fut bien incapable de tenir ses promesses, les coffres étant vides, et fut renversé par un courtisan. Croisés et Vénitiens se partagèrent alors l’Empire. Il fut entendu entre eux que si le trône impérial revenait à un croisé, le patriarcat irait aux Vénitiens et vice-versa. Le doge Dandolo réussit à écarter du trône Boniface de Montferrat, sympathique aux Génois, et à faire nommer le Vénitien Thomas Morosini premier patriarche latin de Constantinople, en lieu et place du patriarche Jean X Camaterus qui alla trouver refuge à Didymotique,,,.
Innocent III n’avait été consulté ni par les chanoines de Sainte-Sophie nommés par les Vénitiens pour élire le patriarche, ni même consulté sur le choix de Morosini. Réalisant que le but des croisés n’était pas d’aller en Terre sainte, sincèrement choqué par les massacres de chrétiens, schismatiques mais chrétiens tout de même, il commença par déclarer la nomination de Morosini nulle et non avenue avant de nommer lui-même Morosini patriarche et d’exiger que Rome nomme ses successeurs,.
Plusieurs problèmes se posaient au niveau ecclésiastique. La création des États latins et l’arrivée massive de gens venus d’Europe exigeaient la création d’une Église latine avec sa hiérarchie et ses clercs pour s’occuper de ces gens qui ne parlaient pas le grec. Par ailleurs, il existait déjà une hiérarchie grecque s’occupant de la population locale. L’Église grecque ne pouvait ni être simplement abolie, ni latinisée. Innocent III ordonna que la hiérarchie grecque puisse exister comme par le passé pourvu qu’elle reconnaisse la suprématie de Rome et inscrive le nom du pape et du patriarche latin de Constantinople dans ses diptyques. C’était trop demander à la plupart des évêques grecs qui prirent le chemin de l’exil et allèrent se réfugier dans les États successeurs d’Épire, de Trébizonde ou de Nicée,.

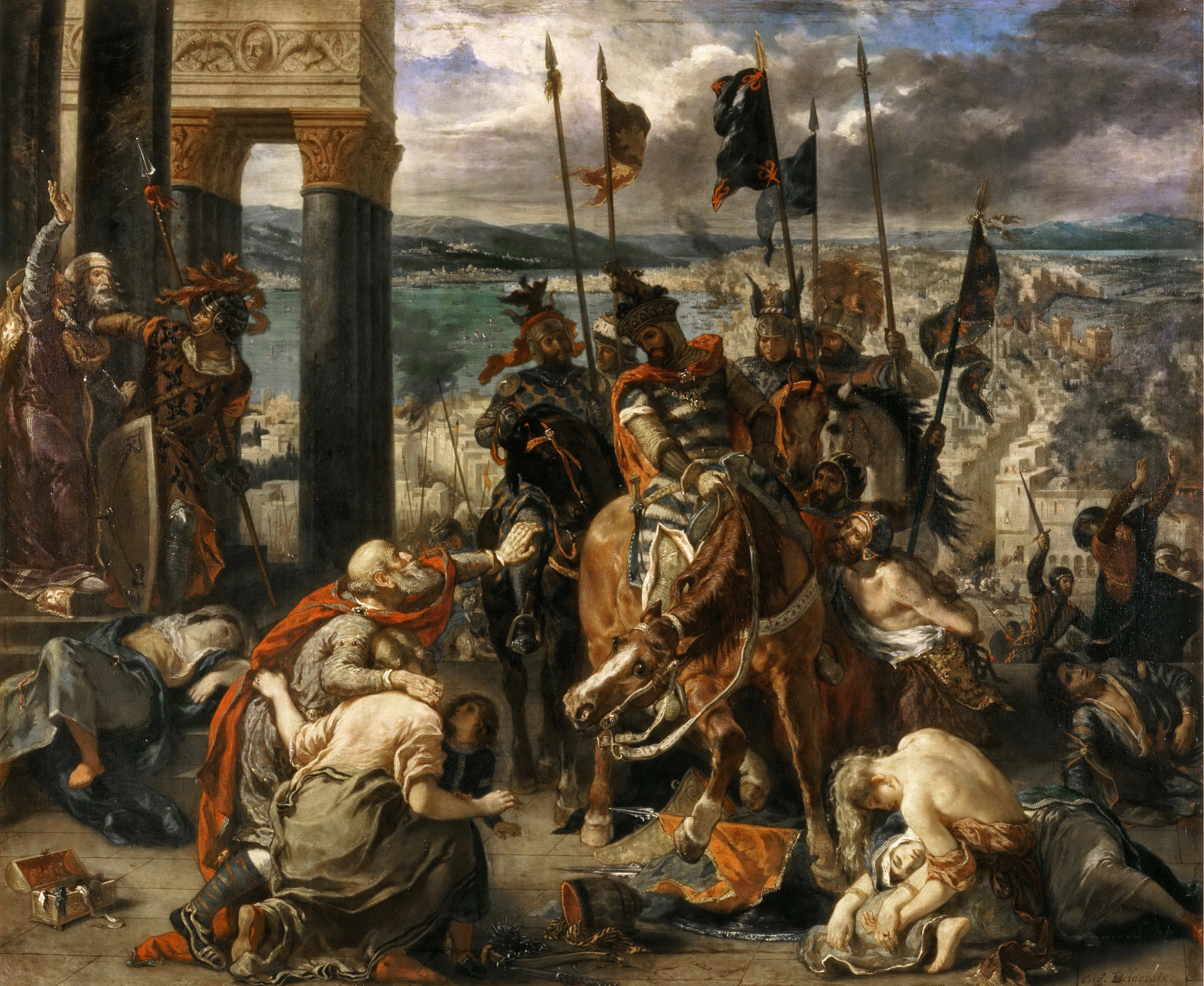
L'entrée des croisés à Constantinople.

Une dernière chance de réunir les deux Églises se présenta en 1206 lors de la mort à Didymotique du patriarche Jean X Camaterus. Les évêques demeurés dans le nouvel empire latin se réunirent et écrivirent une lettre au pape offrant d’accepter la suprématie de Rome et de reconnaître le pape comme treizième apôtre à la condition qu’eux-mêmes puissent avoir leur propre patriarche qui partagerait leur langue, leurs coutumes et leurs traditions. Un concile serait ensuite convoqué pour discuter des différences entre les deux Églises. Aucune suite ne fut donnée à leur demande, le pape estimant sans doute qu’elle conduirait à reconnaitre la lignée patriarcale grecque comme étant la lignée légitime et apostolique alors que la lignée latine serait considérée comme intruse,.
Un ultime effort fut fait par Jean III Doukas Vatatzes (né vers 1192, empereur de 1221 à 1254), empereur de Nicée, en 1234. Il incita son patriarche, Germanus II, à écrire au pape pour l’inviter à envoyer des représentants à la cour de Nicée. Rome envoya deux moines dominicains et deux franciscains. Les Grecs qui espéraient plutôt un concile général étaient semble-t-il prêts à accepter que l’usage latin de pain sans levain pour l’eucharistie n’était pas condamnable, mais exigeaient l’omission du Filioque du Credo. Pour leur part, les moines exigèrent d’entrée de jeu la soumission des Grecs à l’autorité pontificale de Rome. Le ton s’échauffa rapidement et bientôt les deux parties se séparèrent en s’accusant mutuellement d’être hérétiques, terme employé dans le même sens que celui de schismatiques.
Dès lors, plus personne ne pouvait douter qu’il existait bien un schisme entre les Églises chrétiennes d’Orient et d’Occident.

## Suites
Dès lors, une vision péjorative de l’ « autre chrétienté », qualifiée de « schismatique », se diffuse dans chacune des Églises, d’Orient et d’Occident.
En Orient, les « Latins », aussi appelés « Francs », sont décrits par de nombreux auteurs grecs comme Anne Comnène, Georges Cédrène, Nicétas Choniatès ou Jean Skylitzès comme hérétiques, barbares, malodorants, brutaux, rapaces, arrogants : ils inspireront toute une historiographie empreinte d’anti-occidentalisme, qui influencera en partie le panslavisme et encore plus le slavophilisme,. On retrouve cette perception négative non seulement dans les positions anti-européennes de divers mouvements grecs ou des gouvernements russes post-soviétiques, mais plus profondément chez des auteurs comme Alexandre Soljénitsyne qui voit l'Occident comme amoral et matérialiste.
En Occident, symétriquement, la Grèce et les Grecs étaient jadis objet de suspicion, mépris voire dégoût. Paul Tannery relie cela à la réécriture, par les clercs d’Occident, de l’histoire du christianisme, qui tend à rejeter la responsabilité du schisme sur les seuls « Grecs », à présenter l’Église de Rome comme seule héritière légitime de l’Église primitive et à rendre acceptables d’une part le sac de Constantinople par la quatrième croisade et d’autre part le fait qu’après avoir quitté la Pentarchie, Rome s’en soit éloignée théologiquement et canoniquement au fil des 14 conciles qui lui sont propres. De son côté, l’historien allemand Hieronymus Wolf réécrit, lui, l’histoire romaine en lançant l’appellation et le concept d’« Empire byzantin » en 1557, pour séparer l’histoire de l’Empire romain d'Orient, présenté de manière péjorative, de celle de l’empire d'Occident, revendiqué comme « matrice de l’Europe occidentale »,,.